# Can Nonell (Tiana)
Can Nonell és una casa de Tiana (Maresme) inclosa a l'Inventari del Patrimoni Arquitectònic de Catalunya.

## Descripció
És un edifici civil amb planta rectangular, format per uns baixos i dos pisos i cobert amb una teulada de dos vessants. Un cos de planta quadrada, situat a la part esquerra de la façana, forma una terrassa a la part superior. El conjunt participa de les característiques generals de moltes de les construccions d'aquest eixample: presenta un jardí que envolta l'edifici i un ampli voladís de la teulada sostingut per mènsules de fusta. Sobre la façana destaca l'esgrafiat d'elements florals situats a la part superior.